# Mamry
Mamry je jezero na severovýchodě Polska, leží ve Varmijsko-mazurském vojvodství, v Mazurském pojezeří, v oblasti Velkých mazurských jezer, v nadmořské výšce 116 m. Plochou 104 km² je druhé největší v Polsku. Maximální hloubku má 43,8 m, průměrnou hloubku 11 m. Mamry je jezero vzniklé rozpuštěním ledovce, hrazené morénou, vytvořenou kameny pocházejícími z ledovce.

## Pobřeží
Je tvořené šesti navzájem spojenými jezery (vlastní Mamry nebo též Severní, Kirsajty, Kisajno, Dargin, Święcajty, Dobskie).

## Ostrovy
Na jezeře je 33 ostrovů o celkovém povrchu 213 ha.

## Vodní režim
Odtok vody z jezera je jak na sever (řeka Węgorapa přítok Pregolji), tak i na jih (povodí Visly).

## Využití
Přes jezero je provozována lodní trasa Węgorzewo – Ruciane-Nida. Část z ostrovů na vlastním Mamry a Kisajno tvoří ptačí rezervaci. Mamry a jezero Śniardwy jsou spojena systémem jezer a kanálů, které dohromady tvoří Velká mazurská jezera.
Na jezeře je rozvinuté rybářství a turistika.